# Niederklüppelberg
Niederklüppelberg ist eine Ortschaft in der Gemeinde Wipperfürth im Oberbergischen Kreis im Regierungsbezirk Köln in Nordrhein-Westfalen (Deutschland).

## Lage und Beschreibung
Der Ort, der 6 Wohnhäuser und einen holzverarbeitenden Betrieb umfasst, liegt im Südosten der Stadt Wipperfürth an der Kreisstraße K39 am Nordrand eines mit „Klüppelberg“ bezeichneten Höhenrückens.  Das Wohnhaus Niederklüppelberg 1 ist ein eingetragenes Baudenkmal der Stadt Wipperfürth (schlechter Zustand Ende 2021, Teilabriss 2022). Nachbarorte sind Klaswipper, Ohl, Hollmünde und Schollenbach.
Politisch wird der Ort durch den Direktkandidaten des Wahlbezirks 13 (130) Ohl und Klaswipper im Rat der Stadt Wipperfürth vertreten.

## Geschichte
Um 1487 wird der Ort erstmals unter der Bezeichnung „Kluppelberg“ in Darlehenslisten für Wilhelm III. von Berg genannt. Die Karte Topographia Ducatus Montani aus dem Jahre 1715 zeigt fünf Höfe auf zwei getrennt voneinander liegenden Siedlungsbereichen und bezeichnet diese einheitlich mit „Klippelberg“. Die Topographische Aufnahme der Rheinlande von 1825 zeigt auf umgrenztem Hofraum unter dem Namen „Klüppelberg“ neun getrennt voneinander liegende Grundrisse. Auch auf dieser Karte sind für Klüppelberg zwei Siedlungsbereiche eingezeichnet. In der Preußischen Uraufnahme von 1840 lautet die Ortsbezeichnung der Siedlungsbereiche „Nd. Klüppelberg“ und „Ob. Klüppelberg“. Ab der topografischen Karte des Jahres 1990 wird der Ortsteil Oberklüppelberg nicht mehr eigenständig aufgeführt. Der Ortsteil ist heute eine Straßenbezeichnung in Ohl.
Der südlich der Ortschaft befindliche „Höhenzug Klüppelberg“ war Namensgeber für die in der Zeit von 1808 bis Ende 1974 selbständige Gemeinde Klüppelberg.

## Busverbindungen
Über die Haltestelle Ohl der Linien 336 und 336R (VRS/OVAG, Stand: 2010) ist Niederklüppelberg an den öffentlichen Personennahverkehr angebunden.

## Wanderwege
Die vom SGV ausgeschilderten Rundwanderwege A2, A3, A4, A5, der mit dem Wegzeichen Halbes Mühlrad Straße der Arbeit markierte Wanderweg und der Bezirkswanderweg Wupperweg ◇6 führen durch den Ort.